# Düsenströmung
Als Düsenströmung wird die Strömung eines Fluids, d. h. eines Gases oder einer Flüssigkeit, durch eine Düse bezeichnet. Dabei wird das Fluid beschleunigt, während der Druck abnimmt. Bei einer Düsenströmung wird potentielle in kinetische Energie umgewandelt.
Der durch die Düse fließende Massenstrom wird bestimmt durch den Vordruck {\displaystyle p_{i}}, den Gegendruck {\displaystyle p_{a}} und den engsten Querschnitt {\displaystyle A} der Düse: bei konstantem Vordruck nimmt der Massenstrom mit sinkendem Gegendruck im Ausflussraum zu, bis bei einem bestimmten kritischen Druckverhältnis die Geschwindigkeit im engsten Querschnitt gerade die Schallgeschwindigkeit des Fluids erreicht. Bei weiterer Reduzierung des Gegendrucks unter den kritischen Wert bleibt der Massenstrom konstant.

## Eindimensionales Berechnungsmodell
Das eindimensionale Berechnungsmodell (mit der Koordinate {\displaystyle x} längs der Düsenachse in Strömungsrichtung) stützt sich auf die Erhaltungssätze von Masse, Impuls und Energie sowie auf Zustandsgleichungen des Fluids. An jeder Stelle {\displaystyle x} wird lokales thermodynamisches Gleichgewicht vorausgesetzt.
Zudem wird angenommen, dass die Strömungsgeschwindigkeit {\displaystyle w}, der Druck {\displaystyle p} und die Temperatur {\displaystyle T} in jedem Querschnitt {\displaystyle (y,z)} senkrecht zur Strömungsrichtung gleichförmig sind:
- {\displaystyle w(y,z)} ist konstant
- {\displaystyle p(y,z)} ist konstant
- {\displaystyle T(y,z)} ist konstant

Strömungsgeschwindigkeit, Druck und Temperatur sind also nur von der ersten Raumdimension {\displaystyle x} abhängig.
Das Modell ergibt Beziehungen zwischen integralen (globalen) Eingangs- und Ausgangsgrößen (Massenstrom, mittlere Geschwindigkeit, Temperatur).
Die Erhaltung der Masse wird gewährleistet durch die Kontinuitätsgleichung, d. h. der Massenstrom {\displaystyle {\dot {m}}} durch jeden Querschnitt {\displaystyle A} ist gleich:
{\displaystyle {\dot {m}}(x)=A(x)\cdot w(x)\cdot \rho (x)} ist konstant
Hierbei bezeichnet
- {\displaystyle \rho (x)} die Dichte.

Die Erhaltung der Energie wird durch die Bernoulli-Gleichung gewährleistet:
{\displaystyle {\frac {w^{2}}{2}}+h=h_{0}} ist konstant
wobei
- {\displaystyle h} die spezifische Enthalpie des Fluids im Strömungszustand mit der Geschwindigkeit {\displaystyle w}
- {\displaystyle h_{0}} die spezifische Enthalpie des Fluids im Kesselzustand ({\displaystyle w=0}) bezeichnet.

Wenn die Strömung adiabatisch verläuft und Reibungsverluste vernachlässigt werden können, so bleibt die Entropie des Fluids während der Beschleunigung durch die Düse in erster Näherung konstant (isentrope Düsenströmung):
{\displaystyle S} ist konstant
Sind die Dichte {\displaystyle \rho (s,p)} und die spezifische Enthalpie {\displaystyle h(s,p)} in Abhängigkeit von der spezifischen Entropie {\displaystyle s} und dem Druck {\displaystyle p} gegeben (Zustandsgleichungen des Fluids), dann gilt:
{\displaystyle \Rightarrow w(p)={\sqrt {2\cdot \left(h_{0}-h(s_{0},p)\right)}}}
wobei {\displaystyle s_{0}} die spezifische Entropie im Kesselzustand ist.
Der Strömungsquerschnitt {\displaystyle A} in Abhängigkeit vom Druck folgt aus:
{\displaystyle A(p)={\frac {\dot {m}}{w(p)\cdot \rho (p)}}}
Der Druck {\displaystyle p=p(x)} und damit alle anderen Größen sind Funktionen der Koordinate {\displaystyle x}.
Der Strömungsquerschnitt {\displaystyle A(p)} hat ein Minimum bei dem Druck, bei dem die Strömungsgeschwindigkeit {\displaystyle w} gleich der Schallgeschwindigkeit {\displaystyle c_{s}} ist.
Die Schallgeschwindigkeit ist definiert durch:
{\displaystyle c_{s}={\sqrt {\left({\frac {\partial p}{\partial \rho }}\right)_{s}}}}
Zudem gilt allgemein:
{\displaystyle \left({\frac {\partial h}{\partial p}}\right)_{s}={\frac {1}{\rho (s,p)}}}
Damit ergibt sich:
{\displaystyle \left({\frac {\partial A}{\partial p}}\right)_{s}={\dot {m}}\cdot {\frac {c_{s}^{2}-w^{2}}{c_{s}^{2}\cdot w^{3}\cdot \rho ^{2}}}}

## Düsenströmung eines idealen Gases
Bei der reversibel adiabaten Strömung eines idealen Gases gilt folgender Zusammenhang zwischen Dichte und Druck:
{\displaystyle p(\rho )=p_{i}\cdot \left({\frac {\rho }{\rho _{i}}}\right)^{\kappa }}
mit 
- {\displaystyle \kappa ={\frac {c_{p}}{c_{V}}}}: Adiabatenexponent (z. B. für Luft: {\displaystyle \kappa =1{,}4})
- {\displaystyle p_{i}}: Druck im Vordruckbereich
- {\displaystyle \rho _{i}}: Dichte im Vordruckbereich.

Wird die Strömungsgeschwindigkeit in der Vorkammer vernachlässigt ({\displaystyle w_{i}\approx 0}), so ergibt sich bei adiabater Strömung folgender Zusammenhang zwischen Massenstrom und Druckverhältnis:
{\displaystyle {\dot {m}}=A\cdot \mu \cdot \Psi (p_{a}/p_{i},\kappa )\cdot {\sqrt {2\cdot p_{i}\cdot \rho _{i}}}}
mit
- der Ausflusszahl {\displaystyle \mu }, welche die Verringerung des tatsächlichen Massenstroms durch Strahleinschnürung und Reibung beschreibt. Die Ausflusszahl hängt nur von der Düsengeometrie ab: für gut abgerundete Düsen ist {\displaystyle \mu \approx 1}, für scharfkantige Blenden kann der Wert bis auf {\displaystyle \mu =0{,}59} verringert sein.
- der Ausflussfunktion {\displaystyle \Psi (x,\kappa )={\begin{cases}\left({\frac {2}{\kappa +1}}\right)^{\frac {1}{\kappa -1}}\cdot {\sqrt {\frac {\kappa }{(\kappa +1)}}}&x\leq \left({\frac {2}{\kappa +1}}\right)^{\frac {\kappa }{\kappa -1}}\\{\sqrt {{\frac {\kappa }{\kappa -1}}\cdot x^{1/\kappa }\cdot \left(x^{1/\kappa }-x\right)}}&\left({\frac {2}{\kappa +1}}\right)^{\frac {\kappa }{\kappa -1}}<x<1\end{cases}}}

wobei hier statt {\displaystyle x} das Druckverhältnis {\displaystyle p_{a}/p_{i}} eingesetzt werden muss. Der Wert {\displaystyle \left({\frac {2}{\kappa +1}}\right)^{\frac {\kappa }{\kappa -1}}} entspricht dem oben beschriebenen kritischen Druckverhältnis.

### Anwendungsbeispiel: Gasbrennerdüse
Der Massenstrom eines Brenngas-Luft-Gemischs durch die Düse eines Gasbrenners ergibt sich mit sehr guter Genauigkeit aus:
{\displaystyle {\dot {m}}=A\cdot \mu \cdot \Psi \left({\frac {p_{0}}{p_{0}+p_{D}}},\kappa \right)\cdot \left(p_{0}+p_{D}\right)\cdot {\sqrt {\frac {2\cdot M}{R\cdot T}}}}
wobei
- {\displaystyle A}: kleinster Querschnitt der Düse
- {\displaystyle p_{0}}: Druck im Ausflussraum (Umgebungsdruck)
- {\displaystyle p_{D}}: Überdruck vor der Düse
- {\displaystyle M}: mittlere molare Masse des Brenngas-Luft-Gemischs
- {\displaystyle R=8{,}3145\,\mathrm {J/(mol\,K)} }: Gaskonstante
- {\displaystyle T}: absolute Temperatur des Brenngas-Luft-Gemischs vor der Düse.

Der effektive Düsenquerschnitt {\displaystyle A\cdot \mu }, der als einziger Parameter von der Bauform der Düse abhängt, kann aus Messwerten bestimmt werden.